# Lê Lễ
Lê Lễ (黎禮, 1368 - 4 tháng 4, 1449) là khai quốc công thần nhà Hậu Lê, nối đời làm gia thần cho vua Lê Thái Tổ, làm đến Nhập nội thị trung, tước Đình thượng hầu.

## Tiểu sử
Lê Lễ nối đời làm gia thần cho gia đình Lê Lợi, rất được tin dùng, sớm tối hầu chầu, không lúc nào rời bên cạnh, dốc lòng trung trinh, có sức hơn người.

## Tham gia khởi nghĩa Lam Sơn
Sách Đại Việt sử ký toàn thư chép rằng:
Lê Lễ suốt đời làm gia thần cho Thái Tổ, rất được tin dùng, sớm tối hầu chầu, không lúc nào rời bên cạnh, dốc lòng trung trinh, có sức hơn người. Khi Thái Tổ khởi nghĩa, vợ cả vợ lẽ bị hoạn nạn mà vua phá vòng vây, thoát khỏi nguy hiểm, phần nhiều là công của Lễ. Thái Tổ thường khen ông và từng nói:
"Nếu dồn mọi công lao lại thì ngôi tể tướng chẳng ngươi còn ai? Trẫm có tiếc gì với ngươi, chỉ vì tài của ngươi không xứng mà thôi".
Đến khi sắp băng, khóc bảo Lễ rằng:
"Nếu trẫm không còn thì còn ai biết khanh nữa, sợ từ đây về sau bị giáng truất mà thôi!".
Sau bị Nguyễn Thị Lộ gièm, phải giáng làm Thái tử thiếu bảo, đúng như Thái Tổ đã nói.

## Phong thưởng
Tháng 2, định các mức khen thưởng cho những hỏa thủ và quân nhân của quân Thiết đột có công lao siêng năng khó nhọc ở Lũng Nhai gồm 121 người.
Công hạng ba, được ban quốc tính là bọn Lê Lễ 94 người, làm Trung vũ đại phu Câu kiềm vệ tướng quân, tước Trí tự.
Ngày 15, tháng 3, năm 1429, Lê Lợi sai ban biển ngạch công thần cho 93 viên, Lê Lễ được ban tước Đình thượng hầu.

## Tham dự triều chính
Sử sách không chép Lê Lễ làm gì sau chiến tranh, sách Đại Việt sử ký toàn thư chỉ chép rằng:
Mùa hạ, tháng 4, khôi phục tước Tự Hiệu hầu và chức. Nhập nội thị trung cho Thái tử thiếu bảo Lê Lễ. Hôm ấy, Lễ chết.

## Nhận định
| “                                        | Lê Lễ, sức vóc khoẻ hơn người, nối đời làm thần bộc nhà Lê Thái Tổ. Khi mới khởi nghĩa, Lễ có nhiều công trong việc giúp Bình Định vương thoát khỏi vòng vây, vượt qua nguy hiểm. Ông làm đến Nhập nội thị trung, tước Đình thượng hầu | ” |
| — Khâm định Việt sử Thông giám cương mục | |   |

### Sách tham khảo
- Đại Việt sử ký toàn thư. Viện Khoa học xã hội Việt Nam biên dịch. Nhà xuất bản Khoa học xã hội Hà Nội. 1993.
- Khâm định Việt sử Thông giám cương mục. Viện sử học biên dịch. Nhà xuất bản Giáo dục Hà Nội. 1998.